# シェクのエレアザル・メナヘム

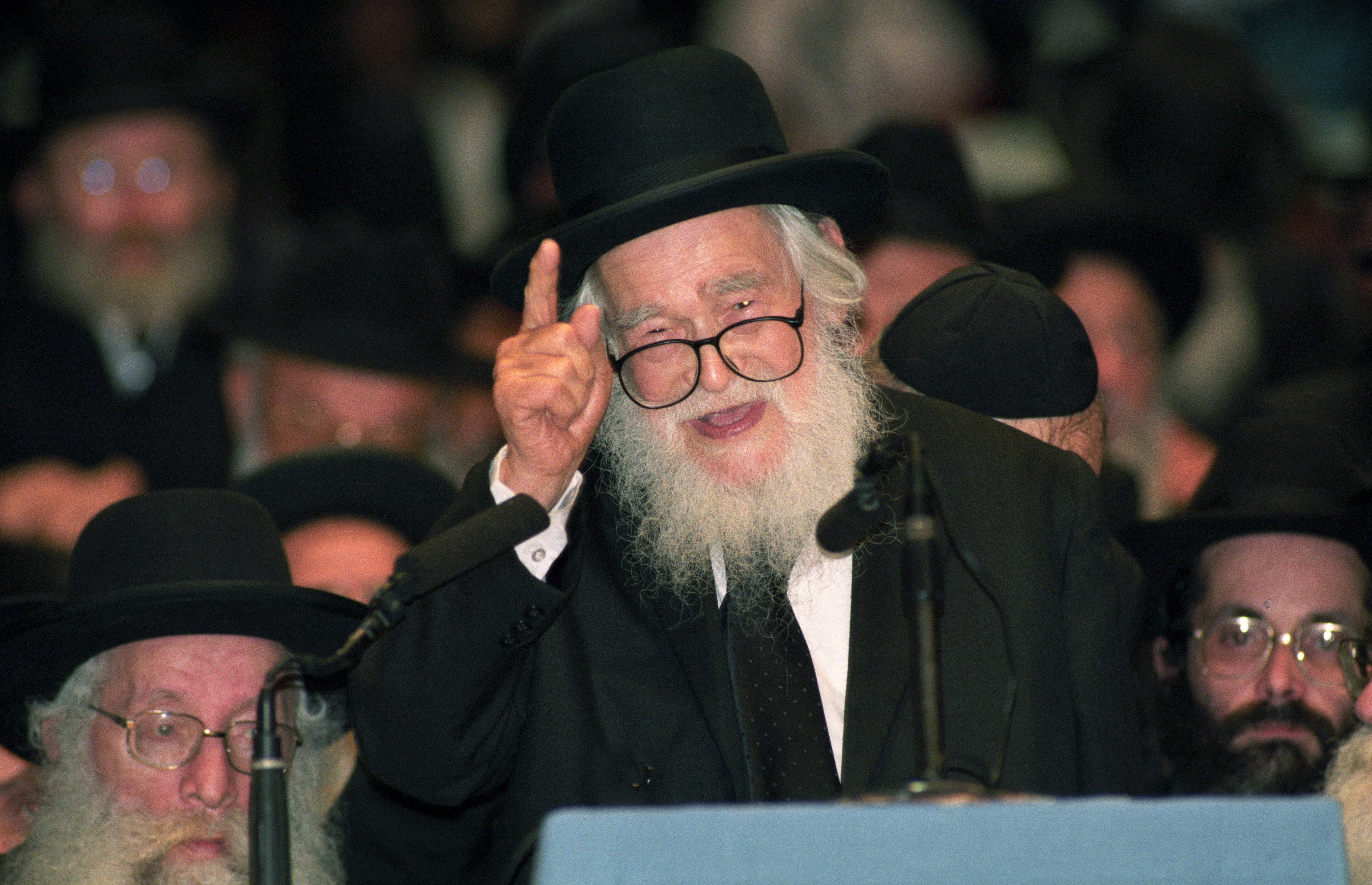
ラビ・シェク

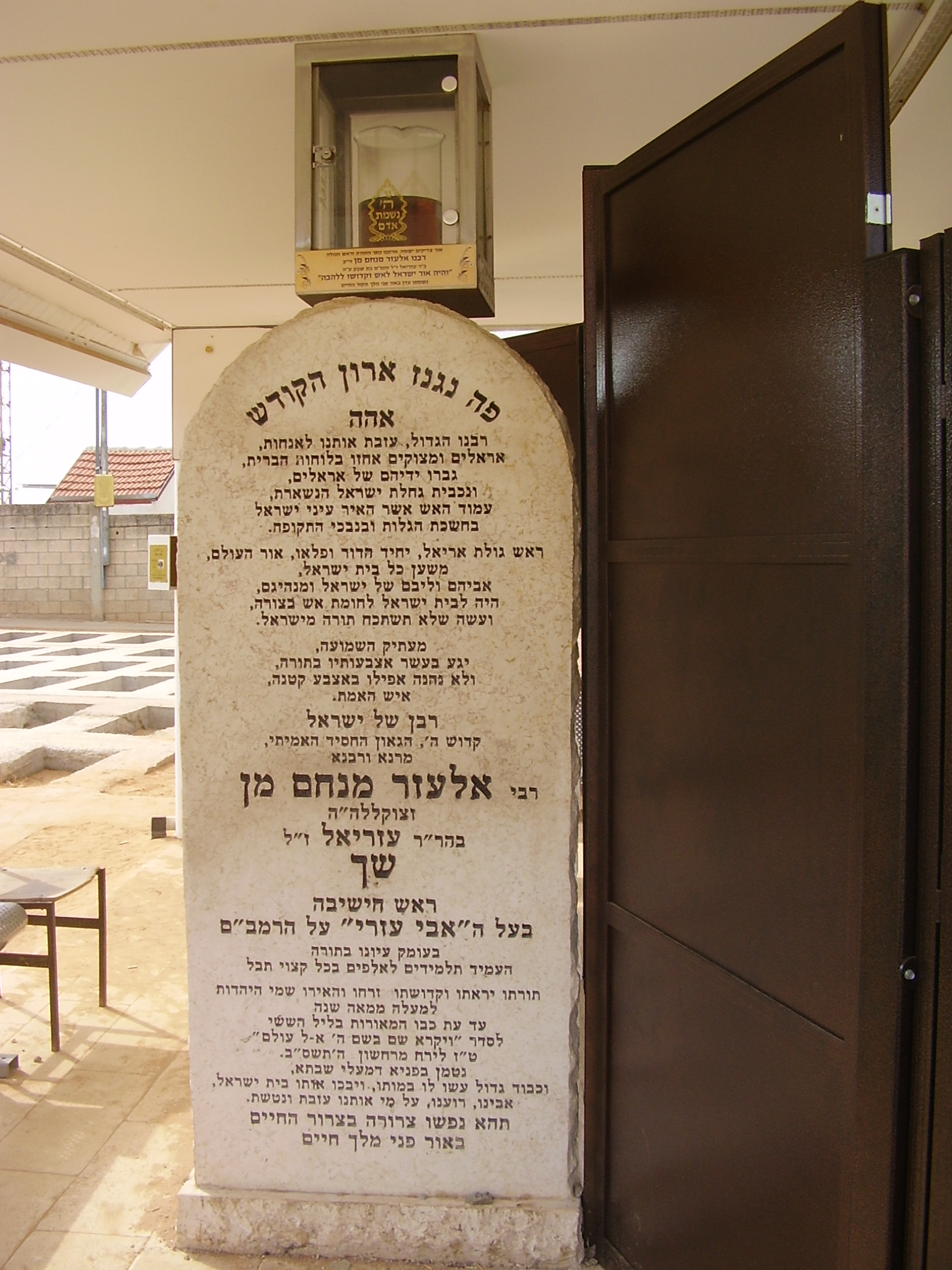
ブネイ・ブラクにあるラビ・シェクの墓

シェクのエレアザル・メナヘム（Rabbi Elazar Menahem Men Shech 、Elazar_Shach、1899年1月1日- 2001年11月2日) は、ラビ。
1970年代から イスラエル国で超正統派のリトアニア国民を率いており、彼は彼らを「世代の中で最も偉大な人物」と見なしていた。

## 解説
彼の公的なリーダーシップにおいて、ラビ・シェックは自分自身をトーラーとイェシヴァの伝統の番人だと考えていた。彼は、この伝統からの違反または逸脱として彼が見た現象や実体に反対した。
彼の見解によれば、ホロコーストは第一神殿の破壊以来、イスラエルの罪が満たされるたびに繰り返される現象であり、人々を罰する必要がある。
彼によると、前回のホロコーストで正確に 600 万人のユダヤ人が殺された理由と、彼が正確に定義しなかった以前の重大な刑罰とホロコーストの間に何百年も経過した理由を知ることは不可能。
今後もまた大虐殺が起こる可能性はあるが 、それが1年か2年か、それとも10年先かはわからない 。
これに照らして、湾岸戦争の前に 、遅かれ早かれ別のホロコーストが来る可能性があるため 、彼は生徒たちに悔い改めるよう警告した  。
1970年代から晩年までの約30年間、ラビ シェックはリトアニアのイェシバの世界のリーダーの地位にあった。彼はイェシバ委員会を率いて、イスラエルにおけるリトアニアのイェシバの進路を概説し、その大部分はそれ以外でも同様であった。イェシヴァの頭は、トーラー、教育、個人的な問題について彼に相談した。彼はイスラエルと海外でのイェシバの設立を奨励し、そのうちのいくつかでは大統領を務めた。彼はまた、多くの律法機関や組織の会長を務めた。
彼の見解によれば、ホロコーストは第一神殿の破壊以来、イスラエルの罪が満たされるたびに繰り返される現象であり、人々を罰する必要がある。
悪臭を放つ演習の前に、デガル ハトラ党がシモン ペレスの首相候補の立候補を支持するかどうかという問題があったとき、世界の注目はラビ シェックに向けられた。テルアビブのヤド エリヤフ スポーツ ホール。ラビ・シェックは演説で政府への参加の問題に直接触れなかったが、ユダヤ人の見解の主要な点について講義することを選択し、祖先の伝統からのつながりを断ち切ったとして左翼を攻撃した。ラビ・シェックの演説は、「ウサギと豚の演説」としてイスラエルの辞書に登録された。
ラビ シェックのスピーチは、いくつかのメディアで生放送された。彼の発言の後、論争が勃発した。世俗的な情報源は、ラビ・シェックがイスラエルの世俗主義者を表面的に提示していると主張した。 Ye'ad Nemanは、この批判に対するラビ シェックの反応を次のように掲載している。
Rabbi Shach によると、イスラエルの人々に対する異邦人の憎しみは、変えることのできない世界史の基本的な事実である。 「2000年の間、人々は命令と殺戮に苦しみ、すべての国の中で、イスラエルの人々を助けようと立ち上がった国は1つも見つかりませんでした。」彼は賢者の言葉を何度も何度も繰り返した。したがって、彼の意見では、「米国を含め、『壊れた葦を支持する』と信頼できる国はない」と述べており、国家の樹立は反ユダヤ主義の解決にはならない。
シュロモ・ロリンツは、ホロコーストについての演説で彼が発した言葉について証言した。「殺されるのは摂理の問題ですが、殺すのは道徳の堕落です」 
ラビ・シェックは、流血を最小限に抑えるために、平和を近づけるあらゆる妥協を促進することがユダヤ人の義務であると主張した。このため、彼はイスラエルのクネセトのメンバーにエジプトとの和平協定を支持するよう命じた。しかし、彼は、より緊密な関係が同化につながる可能性があるため、エジプトで普及しているもののような「冷たい平和」のために努力すべきであると述べた 。